# Pochvorepovci
Pochvorepovci (Emballonuroidea) představují nadčeleď netopýrů, resp. netopýrotvarých letounů (podřád Yangochiroptera). Jde především o netopýry tropických oblastí, jejich zástupci žijí od Afriky, Asie a Austrálie až po Latinskou Ameriku. Nejstarší fosilní nálezy byly datovány do středního eocénu Evropy a severní Afriky. Divergence mezi africkými a jihoamerickými populacemi mohla nastat v průběhu oligocénu před zhruba 30 miliony lety.
Nadčeleď embalonurovitých zahrnuje dvě až tři čeledi. K blízce příbuzným čeledím embalonurovití (Emballonuridae) a nykteridovití (Nycteridae) některé fylogenetické studie zařazují i čeleď myzopodovití (Myzopodidae), zastoupenou jediným madagaskarským rodem.